# احمد شفق
احمد شفق (به ترکی استانبولی: Ahmet Şafak) متولد سال ۱۹۶۲ در استانبول، نویسنده، ترانه‌سرا، شاعر و آهنگساز موسیقی سبک راک ترک است. وی قبلاً روزنامه‌نگار بود و تا کنون شش عنوان کتاب به رشته تحریر درآورده است. او همچنین سابقه بازیگری و کارگردانی در کارنامه دارد.

## زندگی
در خانواده‌ای پرجمعیت با ۷ پسر به دنیا آمد که او کوچکترین آنهاست. دوران تحصیلاتش را تماماً در استانبول گذرانده و در رشته مدیریت وارد دانشگاه شد که به دلایلی آن را نتوانست به پایان برساند. در سال ۱۹۹۰ روزنامه نگاری پیشه کرد ولی در سال ۱۹۹۸ آن را رها کرده و به دنبال علاقه خود یعنی موسیقی رفت. وی در حال حاضر در دانشگاه هنرهای زیبای باکو مشغول به تحصیل در رشته آهنگسازی است. متأهل و پدر ۳ فرزند است.
تا اکنون ۸ آلبوم روانه بازار کرده‌است که آهنگ‌ها، شعر و آواز تمامی آن‌ها توسط خودش ساخته شده‌اند. با اینکه اولین آلبومش موفقیت چندانی به همراه نداشت، ولی در سال۲۰۰۰ دومین آلبومش با نام "Yalnız Kurt" (گرگ تنها) با استقبال تاریخی مواجه گشت و صدها هزار فروش رفت. به گفته سایت رسمی وی عاملی که وی را در موسیقی ترکیه به عرصه آورد همان آهنگ گرگ تنها بود که برای اولین بار احمد شفق را به موسیقی ترکیه معرفی کرد. بعد از این آلبوم با آهنگ‌های بی نظیری مثلAdam Gibi(مثل آدم)، Sarıkamış(نی زرد)، Sevdalı şehit(شهید عاشق)، Kan uykusu (خواب خون)، Yüreğinle gel(با قلبت بیا)و Habersiz gitme (بی‌خبر نرو) به صدر جدول محبوب ترین‌های موسیقی ترک رسید.
آهنگ نی زرد او در سال ۲۰۰۸ از طرف کانال کرال تی وی (KRAL TV) به عنوان بهترین ترانه سال برگزیده شد. احمد شفق در ترکیه و بسیاری از نقاط اروپا کنسرت‌های فراوانی اجرا کرده‌است. سالن کنسرت‌های وی همواره مملو از جمعیت بوده‌است که از این لحاظ جزو رکورد داران سال ترکیه هم می‌باشد.
اشعار و آهنگ‌های احمد شفق مملو از خلوص و حس عشق نسبت به وطن، ملت و سنت‌های کشورش است. وی در ترانه Memleket Meselesi (مسئله وطن) بی اعتنایی به عشق‌های مادی و دنیویش را ناشی از حرارت بی حد و حصر عشق درونی‌اش نسبت به وطن عنوان می‌کند. یکی از زیباترین کارهای او آهنگ شهید عاشق است که از زبان یک شهید به درد و دل با مادر خود می‌پردازد. این آهنگ تأثیر بسیاری در احساسات مردم ترکیه بر جای نهاد.
به‌تازگی، ترانه‌ای با عنوان "آقایان این وطن با شما چه کرد" (beyler bu vatan size neyledi) را تقدیم هوادارانش کرد که مضمونی سیاسی در اعتراض به رکودهایی اقتصادی و اجتماعی کشور ترکیه با روی کار آمدن حزب عدالت و توسعه دارد. (برای شنیدن این ترانه اینجا کلیک کنید.)

## آلبوم‌ها
- Yüreğim Yüreğinle(قلبم با قلب توست)، ۱۹۹۹
- Yalnız Kurt(گرگ تنها)، ۲۰۰۰
- Aşk Militanı(لشکر عشق)، ۲۰۰۱
- Adam Gibi(مثل آدم)، ۲۰۰۴
- Şimdi(اکنون)، ۲۰۰۵
- Ben Hala Nöbetlerdeyim(من همچنان در کشمکشم)، ۲۰۰۷
- Şafak Türküleri(ترکی‌های شفق)، ۲۰۰۷
- Aranıyor(در حال جستجو)، ۲۰۰۸

## کتاب‌ها
- هنگامه ورود به عصر ترک (1992 ,Türk Asrına Girerken)
- لمس مفاهیم (Kavramlara Dokunmak, 1993)
- اوج‌گیری ملی گرایان و خیانت لیبرال (Yükselen Milliyetçilik ve Liberal İhanet, 1995)
- مجلس خونین ۱۹۱۵ (Kan Meclisi 1915, 2007,)
- گرگ (Kurt, 2008, شابک ‎۹۷۸-۹۹۴۴-۷۱-۴۴۸-۸)
- شهرت هنر را نابود کرد، جنایت را من دیدم (Şöhret Sanatı Öldürdü Cinayeti Ben Gördüm, 2009, ISBN 978-9944-979-20-7)

## سوابق بازیگری
- سریال شکارچی (Avcı)
- سریال ربیعه (Rabia)
- فیلم افسانه تپه کیان (Kıyan Tepesi Efsanesi)
- تئاتر ۲۰۱۵ وطن‌پرست(Vatansever 2015)